# Jakub Jugas
Jakub Jugas (n. 5 mai 1992, Otrokovice⁠(d), Republica Cehă și Slovacă, Cehia) este un fundaș de fotbal ceh care joacă în prezent pentru Mladá Boleslav de la Slavia Praga în Prima Ligă din Cehia.

## Cariera pe echipe
El a debutat în campionat la 28 august 2010 în înfrângerea lui Zlin în deplasare, scor 0-2, împotriva Sparta Praga B. El a înscris primul gol în campionat la 17 august 2013 în victoria cu 4-0 în fața lui Baník Ostrava. A câștigat Cupa Cehiei cu Zlín în 2017.

### Slavia
În mai 2017, după o competiție acerbă pentru semnătura sa, el a decis să se transfere la echipa Slavia Praga pentru sezonul 2017-2018 din Prima Ligă din Cehia pentru suma de transfer estimată la 570.000 € plus bonusuri.
La 9 mai 2018 a jucat în finala Cupei Cehiei 2017-2018, câștigată de Slavia Praga împotriva lui FK Jablonec.
În februarie 2019, a semnat cu Mlada Boleslav până la sfârșitul sezonului.

## Cariera la națională
El a reprezentat Cehia la fiecare categorie de tineret începând cu sub 16 ani, cu excepția categoriei U-20. El a făcut parte din echipa U-19 a Republicii Cehe, care a fost finalistă la Campionatul European sub 19 ani din 2012 care s-a desfășurat în România. La 30 iunie 2017, a fost chemat la naționala mare a Cehiei pentru meciurile cu Belgia și Norvegia.

## Onoruri
Zlín
- Cupa Cehiei: 2016-2017

Slavia Praga
- Cupa Cehiei: 2017-2018